# Hersilia tortuosa
Espèce
Hersilia tortuosa est une espèce d'araignées aranéomorphes de la famille des Hersiliidae.

## Distribution
Cette espèce est endémique du Guangxi en Chine,. Elle se rencontre dans le xian de Shangsi.

## Description
Le mâle holotype mesure 5,37 mm.

## Systématique et taxinomie
Cette espèce a été décrite par Wen et Xu en 2022.

## Publication originale
- Wen, Liao, He, Yin & Xu, 2022 : « A new species of the genus Hersilia from Shiwandashan Mountain, China (Araneae, Hersiliidae). » Acta Arachnologica Sinica, vol. 31, no 1, p. 32-37.